# 陈之辉
陈之辉（1968年—），男，河北承德人，中国大陸演员。愛好廣泛，尤精武術，精通少北拳，現為中國大陸少北拳全國指導委員會副主任，中國大陸“少北拳”形象大使。參加過《三国演义》《水浒传》《倚天屠龙记》《葉問》的拍攝。

## 生平
1986年就读于中央戏剧学院表演专业。1983年從影，期間曾加盟香港無線電視台從事演藝事業二年。

## 影视作品

### 电影
- 《叶问》 饰 廖师傅
- 《大漢風》飾 季布
- 《叶问前传》 饰 叶问之父
- 《三国之见龙卸甲》 饰 张飞
- 《新少林寺》 饰 霍龙
- 《霍元甲》飾 秦爺
- 《天下無賊》 飾 某警兼動作替身
- 《錦衣衛》飾 白虎
- 《江山美人》飾 刁二豹
- 《鴻門宴傳奇》飾 夏侯嬰
- 《忠烈楊家將》飾 呼延贊

### 电视剧
- 《三国演义》 饰 鲍信、许褚、廖化、太史慈
- 《隋唐演义》 饰 丁延平
- 《水浒传》 饰 病关索杨雄、王进
- 《谈谈情·练练武》 饰 孙正
- 《大汉风》 饰 季布
- 《北魏冯太后》 饰 冯邈
- 《问君能有几多愁》 饰 石守信
- 《大明王朝1566》 饰 戚继光
- 《皇太子秘史》饰 大阿哥胤禔
- 《贞观之治》 饰 秦叔宝
- 《大秦帝国》 饰 侯嬴
- 《少林僧兵》 饰 俞大猷
- 《卧薪尝胆》 饰 灵姑浮
- 《血荐轩辕》 饰 火生
- 《鹿鼎记》 饰 李自成
- 《倚天屠龙记》 饰 殷天正、觉远
- 《女神捕》 饰 龙三
- 《西游记》 饰 牛魔王
- 《完美新娘》 饰 楚子夏的父親
- 《新圓月彎刀》 饰 銅駝
- 《神探狄仁杰4》 飾 易大弘
- 《多情江山》 饰 吳三桂
- 《軍師聯盟》 饰 曹洪
- 《大唐荣耀》 饰 郭子仪
- 《天下长安》 饰 李靖
- 《大秦賦》 饰 廉頗
- 《飛狐外傳》 饰 周鐵鷦